# Lewis Gilbert
Lewis Gilbert (født 6. marts 1920, død 23. februar 2018) var en engelsk filminstruktør, producer og manuskriptforfatter. Han har blandt andet instrueret Lærenemme Rita (1983) samt de tre James Bond-film You Only Live Twice (1967), The Spy Who Loved Me (1977), Moonraker (1979).